# Wuji (köpinghuvudort i Kina, Shandong Sheng, lat 37,07, long 121,48)
Wuji (kinesiska: 午极, 午极镇) är en köpinghuvudort i Kina. Den ligger i provinsen Shandong, i den östra delen av landet, omkring 400 kilometer öster om provinshuvudstaden Jinan. Antalet invånare är 23 081. Befolkningen består av 11 320 kvinnor och 11 761 män. Barn under 15 år utgör 6,0 %, vuxna 15-64 år 76 %, och äldre över 65 år 17,0 %.
Runt Wuji är det tätbefolkat, med 276 invånare per kvadratkilometer. Närmaste större samhälle är Shuidao, 14,3 km nordost om Wuji. Trakten runt Wuji består till största delen av jordbruksmark.
Genomsnittlig årsnederbörd är 743 millimeter. Den regnigaste månaden är juli, med i genomsnitt 227 mm nederbörd, och den torraste är januari, med 13 mm nederbörd.